# لويس دوبوك
لويس دوبوك (بالإنجليزية: Luis Dubuc)‏ هو مغني أمريكي، ولد في 28 يناير 1984.

## وصلات خارجية
- لويس دوبوك على موقع ميوزك برينز (الإنجليزية)
- لويس دوبوك على موقع أول ميوزيك (الإنجليزية)
- لويس دوبوك على موقع ديسكوغز (الإنجليزية)